# Pablo Paredes
Pablo Paredes (* 3. Januar 1966 in Santiago de Chile) ist ein chilenischer Fusion- und Jazzmusiker (Keyboard, Komposition), der auf die Volksmusik Lateinamerikas zurückgreift.

## Wirken
Paredes studierte zunächst am Conservatorium in Santiago de Chile klassische Musik. Mit einem Stipendium kam er 1988 nach Köln, um an der dortigen Hochschule für Musik und Tanz bei Rainer Brüninghaus und John Taylor zu studieren.
Zwischen 1986 und 1988 war Paredes Mitglied der Jazz-Fusion-Gruppe Kameréctrica mit Roberto Lecaros, Sergio González sowie Juan Coderch. 1991 schloss er sich dem lateinamerikanischen Fusion-Projekt Maipú an; deren Album Music from los Andes (1991) verkaufte sich in Europa vierzigtausend Mal. Mit der gemeinsam mit Sergio Terán sowie André Nendza und Uli Krämer gegründeten Band Matucana, die die Alben Ritual (1999) und Isla Negra (2000) veröffentlichte, spielten als Gäste Charlie Mariano und Alex Acuña. Unter eigenem Namen legte er vier CDs mit Musikern wie Markus Stockhausen vor. Weiterhin arbeitete er mit Künstlern wie Joachim Kühn, Franco Ambrosetti, Sheila Jordan, Thijs van Leer, Michel Portal, Jeff Berlin oder Bobby Carcasses. Er ist auch auf Alben von Achim Kämper/Stefan Werni, Achim Zepezauer, Schlagsaite, Susanne Riemer und Surensemble zu hören.
Als Komponist schrieb er zudem die Musik für drei ARTE-Dokumentarfilme. Werke von ihm wurden aufgeführt auf Bühnen wie der Berliner Philharmonie, bei BBC und WDR oder auch in der Royal Festival Hall in London.

## Diskographische Hinweise
- Pablo Paredes • Quique Sinesi • Sergio Téran: Viaje Latinoamericano (Valve-Hearts 2000)
- Americana (Artmode Records 2006, mit Volker Heinze, Danny Gottlieb, Rhani Krija)